# Rubenio Marcelo
Rubenio Marcelo (Aracati, 1961) é um engenheiro agrônomo, advogado, poeta, compositor, músico, ensaísta e ativista cultural brasileiro.
É membro efetivo da Academia Sul-Matogrossense de Letras, ocupando a cadeira 35.

## Vida
Rubenio Marcelo nasceu em Aracati em 1961. Cresceu em Fortaleza, onde concluiu seus estudos, transferindo-se, depois, para Campo Grande, onde reside. 

## Atuação cultural
Foi Conselheiro Estadual de Cultura de Mato Grosso do Sul.

## Atuação literária

### Vida associativa
Rubenio Marcelo é membro da Academia Sul-Matogrossense de Letras;
Membro correspondente da Academia Mato-Grossense de Letras.

### Livros publicados

#### Livros solo
- Estigmas do tempo - Campo Grande: 2001[1][4]
- Reticências... Sonetos, Cordéis & Outros Poemas - Campo Grande: Editora Pantanal, 2003[1]
- A Cultura Popular na Educação - Sorocaba:Ed. TCM, 2004[5]
- Graal das metáforas - Sonetos e outros poemas - Santa Cruz do Rio Pardo: Editora Viena, 2007[4][5]
- Horizonte d´Versos - Poesia Reunida & Inéditos - Campo Grande: Editora Life, 2009 - ISBN  978-85-62660-04-7[4][5]
- Cantar pra viver[1]
- Voo de polens - 100 sonetos e outros rebentos poéticos - Campo Grande: Life Editora, 2012[4][5]
- Veleiros da Essência - 80 poemas escolhidos - Campo Grande: Life Editora, 2014 - ISBN  978-85-8150-155-0[6][4][4]
- Vias do infinito ser- Campo Grande: Letra Livre, 2017 - ISBN 978-85-86399-49-7[7][nota 1]
- Palavras em Plenitude – prosa e crítica cultural - Campo Grande: Life Editora, 2018 - ISBN 978-85-8150-454-4[3]
- Caminhos: 100 poemas escolhidos - Campo Grande: Ed. Life, 2024[nota 2][7]

#### Em coautoria
- Fragmentos de mim (1982)[5]
- A Odisseia de Xexéu, Xana e Xibina – Uma saga do cotidiano - Campo Grande: Editora Life, 2009[nota 3]
- Uma saga do cotidiano- Campo Grande: Ed. Life, 2010[5]
- Vertentes - Nossos poemas- Campo Grande: Ed. Life, 2020[5]
- Almar - Campo Grande: Ed. Life, 2024[nota 4]

## Atividade musical

### CD publicados
- A música de Rubenio Marcelo[5]
- A Arte Maior de Rubenio Marcelo & Jorge Sales[4]
- Parcerias - Na poética musical de Rubenio Marcelo[nota 5]

## Prêmios e honrarias
- Concurso “XVII Noite Nacional da Poesia” – UBE/FUNCESP – maio/2004: 1º lugar;
- Concurso literário nacional “Abrace Um Autor” - 2017: 1º lugar em poema;
- Prêmio do Concurso Internacional de Poemas promovido pelo Reservaer e AVBL;
- "Amigo da Cultura" - agraciado pela Prefeitura de Campo Grande;
- Diploma de Honra ao Mérito da Assembleia Legislativa de MS, pelos relevantes serviços prestados em prol da Literatura do Estado;
- Cidadão Sul-Matogrossense;
- Medalha do Mérito Legislativo ofertada pela Câmara municipal de Campo Grande[5]